# 니콜라이 시베르니크

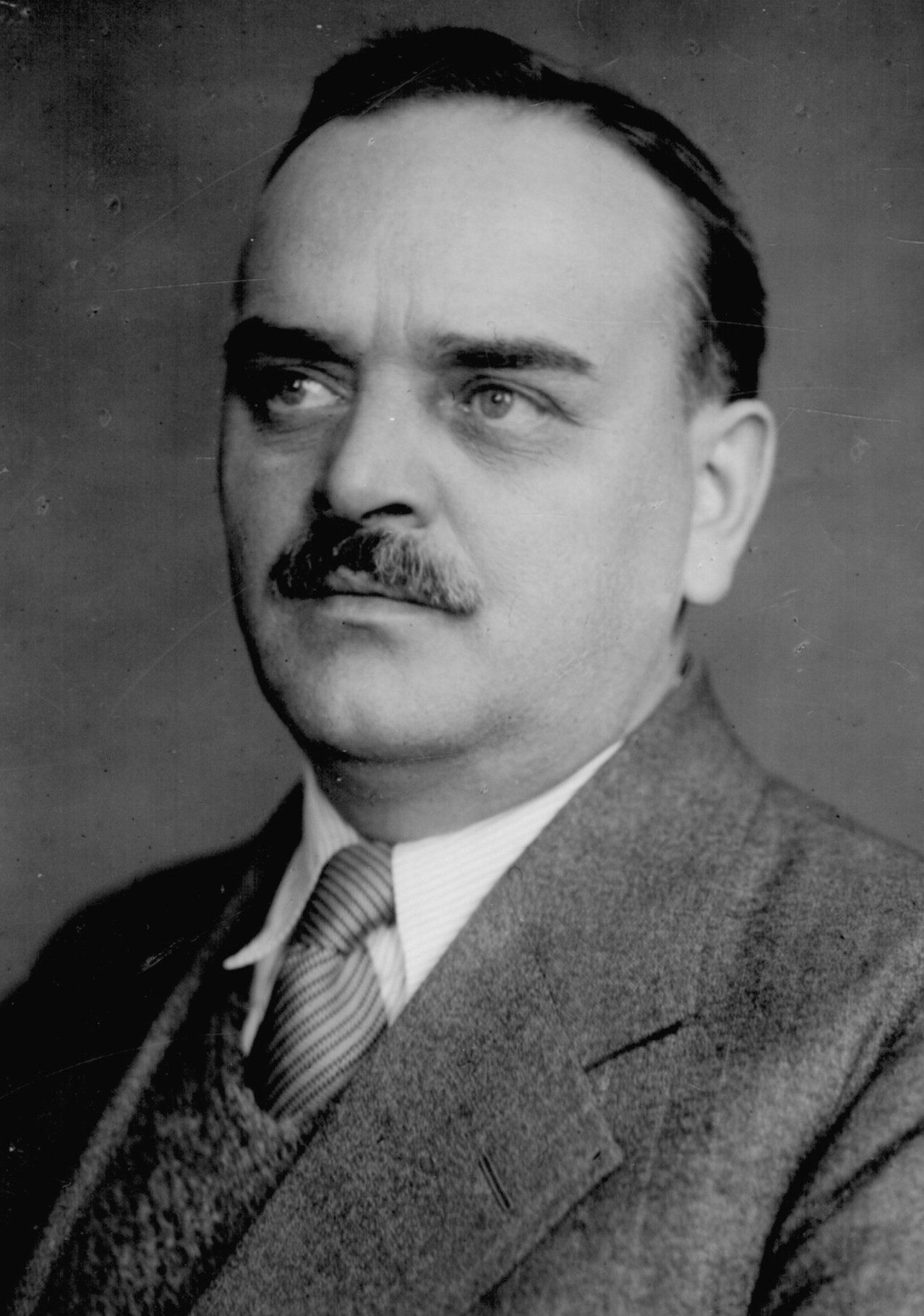
니콜라이 시베르니크(1938년)

니콜라이 미하일로비치 시베르니크(러시아어: Никола́й Миха́йлович Шве́рник, 1888년 5월 19일 ~ 1970년 12월 24일)는 소련의 정치인이였다. 1946년부터 1953년까지 최고 소비에트 상임간부회 의장을 역임하였다.